# Blood Fire War Hate
Blood Fire War Hate är en EP av Soulfly som släpptes digitalt den 9 februari 2009. EP:n släpptes under bandets turné på albumet Conquer. Livelåtarna är inspelade i Warszawa, Polen 2005.

## Låtlista
1. "Blood Fire War Hate" - 5:00
2. "Prophecy" (live) - 2:54
3. "Downstroy" (live) - 2:59
4. "Frontlines" (live) - 4:21
5. "Living Sacrifice" (live) - 3:55
6. "Mars" (live) - 5:39